# Georges Fragerolle

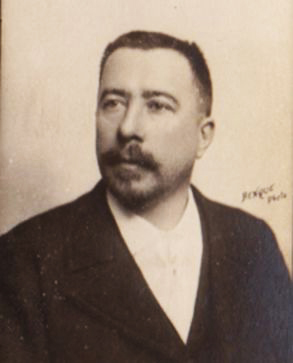
Georges Fragerolle 1908

Georges Fragerolle (* 11. März 1855 in Paris; † 19. Februar 1920 in Asnières) war ein französischer Musiker und Komponist.
Georges Fragerolle wurde als Sohn angesehener Kaufleute, Tapisseriehändler, geboren. Zuerst besuchte er das collège Rollin und machte dort bereits mit 17 den bachelier des lettres. Mit etwas über 20 Jahren erwarb er einen Abschluss in Jura. Gegen den Willen seiner Eltern strebte er eine Karriere an der Oper an, wurde aber am Konservatorium in Paris nicht angenommen. Also nahm er  bei namhaften Künstlern Unterricht in Gesang und Komposition. Von 1880 bis 1882 unterrichtete ihn Ernest Guiraud. In dieser Zeit schloss er sich den Les Hydropathes, einem Pariser Literaturverein, an. Nur wenig später zog er bei seinen Eltern aus und richtete sich in Asnières ein.
Er vertonte Texte von zeitgenössischen Dichtern wie Jean Richepin. Fragerolle war bekannt dafür, Klavier zu spielen und dazu zu singen. Er wurde neben Erik Satie der Hauptpianist im Chat Noir. Auf ihn gehen die meisten Schattentheaterstücke im Chat Noir zurück, die er meist mit Henry Rivière inszenierte. Mit Rivière produzierte Fragerolle beispielsweise 1890 das Krippenspiel La Marche à l’Étoile. Fragerolle vertonte auch Si vous voulez Madame von Émile Goudeau oder Vous ressemblez à ma jeunesse von Sully Prudhomme.

## Werk (Auswahl)
- L’Aigle, Ein napoleonisches Stück, mit 12 Liedern, 22 Bildern und 11 Aufzügen, Komposition und Text: Georges Fragerolle, Bühnenbild: Courboin.
- Le Roi des gueux, Ein mittelalterliches Stück mit 12 Liedern, Komposition und Text: Georges Fragerolle, Bühnenbild: Courboin.
- La Coupe de Gyptis, Ein historisches Stück, mit 8 Liedern, Text: Desveaux-Vérité, Komposition: Georges Fragerolle, Bühnenbild: H. Callot.
- Marquise, Eine historische Fantasie, mit 5 Liedern, 5 Bildern und Aufzügen, Komposition und Text: Georges Fragerolle, Bühnenbild: Henri Boureau.
- La Colère d’Hérode, Ein sehr nettes Stück über die Natürlichkeit, mit 8 Liedern, 10 Bildern und 8 Aufzügen, Komposition und Text: Georges Fragerolle, Bühnenbild: H. Callot.
- Les Martyrs, mit 8 Liedern, 12 Bildern et 5 Aufzügen, Komposition: Georges Fragerolle, Bühnenbild: Amédéa Vignola.
- L’Épopée chrétienne, mit 12 Liedern, Komposition: Georges Fragerolle, Bühnenbild: Amédéa Vignola.
- Le Sphinx Ein lyrisches Stück in 6 Bildern, Komposition und Text: Georges Fragerolle, Schattenbild und Ausstattung: Amédée Vignola.
- L’Enfant prodigue  Eine biblische Parabel in 6 Bildern, Komposition und Text: Georges Fragerolle, Bühnenbild: Henri Rivière.
- La Pierre qui chante, Stück in 10 Bildern, Komposition und Text: Georges Fragerolle, Bühnenbild: Louis Martin (1905/1911),
- La Marche à l’Étoile Mysterienspiel einem Akt mit 6 Bildern, Komposition und Text: Georges Fragerolle, Bühnenbild: Henri Rivière.
- Le Juif -Errant, Legende in 8 Bildern, Komposition und Text: Georges Fragerolle, Bühnenbild: Henri Rivière.